# Lord Marksman and Vanadis
«Lord Marksman and Vanadis» (яп. 魔弾の王と戦姫, Madan no Ō to Vanadīsu, «Повелитель стріл та Діва Війни») — ранобе, написане Цукасою Каваґучі та проілюстрована Йоші☆о(Yoshi☆o) і Хінатою Катагірі.
У «Lord Marksman and Vanadis» вигадана європейська країна Брун перебуває під правлінням короля Фарона. Через погіршення здоров'я Фарона та боротьбу за владу між двома спадкоємцями Брун опиняється на межі громадянської війни. Багаторічний суперник Бруна, Жюктед, відправляє Діву Війни з Лейтмеріцу, Елеонору Вільтарію, для атаки на Брун. Захопивши брунійського дворянина Тіґревурмуда Ворна, Елен мусить допомогти відновити мир і порядок у країні.
Серія складається з вісімнадцяти томів, які випускалися Media Factory під імпринтом MF Bunko J з квітня 2011 до листопада 2017 року. Манґа-адаптація від Нобухіко Янаї виходила в журналі Monthly Comic Flapper з жовтня 2011 до серпня 2016 року. Аніме-адаптація у вигляді 13-серійного телесеріалу від студії Satelight транслювалася на AT-X та інших каналах з жовтня до грудня 2014 року. Аніме ліцензоване в Північній Америці компанією Funimation, в Австралії та Новій Зеландії — Madman Entertainment, а у Великій Британії — Anime Limited.

## Сюжет
«Повелитель стріл та Діва Війни» розповідає про вигаданий світ, натхненний середньовічною Європою, де розгортаються політичні інтриги та війни між королівствами.
Головний герой, молодий дворянин Тіґревурмуд Ворн, опиняється втягнутим у конфлікт між своєю батьківщиною Брун і могутнім сусіднім королівством Жюктед. Після вирішальної битви він потрапляє в полон до Елеонори Вільтарії — однієї з могутніх Дів Війни Жюктеду. Згодом між ними формується союз, і Тіґре разом із Елен та її соратниками бореться за мир і стабільність у своєму королівстві.
На тлі міждержавних війн, династичних суперечок і підступних інтриг він здобуває нових союзників і ворогів, зустрічається з іншими Дівами Війни та бере участь у битвах, що визначають майбутнє кількох країн.

## Персонажі
Тіґревурмуд «Тіґре» Ворн (яп. ティグルヴルムド＝ヴォルン, Tiguruvurumudo Vorun)
Сейю: Кайто Ісікава
Головний герой — граф Ельзасу, вправний лучник. Після битви при Дінанті потрапляє в полон до Елеонори Вільтарії, яка робить його своїм генералом. Він втрачає титул графа, але після перемоги над Феліксом Тенардіє стає героєм Брун і Жюктеду. Згодом втрачає пам'ять після зустрічі з демоном Торбаланом, бере ім'я Урс і живе у Єлизавети Фоміної, поки не повертає спогади в битві. Його головна зброя — Чорний Лук.
Елеонора «Елен» Вільтарія (яп. エレオノーラ＝ヴィルターリア, Ereonōra Virutāria)
Сейю: Харука Томацу
Одна з Дів Війни, правителька Лейтмеріцу. Володіє мечем Аріфаром, що дозволяє їй керувати вітром. Захоплює Тіґре після битви та робить його своїм союзником. Бере участь у громадянській війні Брун, а потім у битвах проти загроз ззовні. Пізніше її захоплює Гріаст, але Тіґре рятує її і вони визнають свої почуття одне до одного.
Людміла «Міла» Лур'є (яп. リュドミラ＝ルリエ, Ryudomira Rurie)
Сейю: Марія Ісе
Діва Війни, правителька засніженого Ольмюца. Майстер оборонної стратегії, володіє списом Лавіас, що керує льодом. Спершу вороже ставиться до Тіґре через союз її родини з Тенардіє, але після того, як він рятує її життя, змінює думку. Допомагає йому у війнах та ревнує до інших дівчат.
Софія «Софі» Обертас (яп. ソフィーヤ＝オベルタス, Sofīya Oberutasu)
Сейю: Ай Каяно
Діва Війни, правителька Полесії та дипломатка Жюктеду. Володіє жезлом Зат, що створює щит і випромінює світло з цілющими властивостями. Вважається найкращою у політиці й зборі інформації серед Дів Війни. Спочатку ставиться до Тіґре з цікавістю, а згодом починає сумніватися у своїх почуттях до нього.
«Лім» Лімаліша (яп. リムアリーシャ, Rimuarīsha)
Сейю: Ігучі Юка
Друга у команді Елен і її охоронець. Вона спочатку недовіряє Тіґре через його зв'язки з Елен, але поступово її ставлення змінюється. Лім підтримує Тіґре в боротьбі і допомагає йому після втрати пам'яті, а також виконує завдання Елен. Має схильність до милих речей, зокрема ведмедиків.
Рурік (яп. ルーリック, Rūrikku)
Сейю: Кадзуюкі Окіцу
21-річний лицар, який спершу був найкращим стрільцем, поки не зустрів Тіґре. Вражений його здібностями, стає його другом і помічником.
Тітта (яп. ティッタ, Titta)
Сейю: Суміре Уесака
15-річна служниця Тіґре, яка з дитинства обслуговує його. Вона віддано слідує за ним, навіть коли він потрапляє в вигнання, і допомагає йому відновити свій лук.
Берґран (яп. バートラン, Bātoran)
Сейю: Такаюкі Суго
вірний генерал Тіґре який рятує його від нападу генерала Тенардієра і помирає, закликаючи Тіґре використати чорний лук з повною силою.
Машас Родант (яп. マスハス＝ローダント, Masuhasu Rōdanto)
Сейю: Хадзіме Ідзіма
55-річний граф, друг Тіґре, який став для нього батьківською фігурою після смерті батька. Навчає Тіґре бути лідером і допомагає у пошуках після втрати пам'яті.

## Створення
«Lord Marksman and Vanadis» почали розробку після того, як автор Цукаса Каваґучі прийняв пропозицію редакційного відділу MF Bunko J написати для них фентезі-роман. Каваґучі запропонував концепцію молодого стрільця і жінки-бійця яка використовує меч, як головних героїв, що було схвалено редакцією. За пропозицією редакторів, Каваґучі додав ще сім бійців-дівчат, яких назвав «Діви-війни». Каваґучі планував додати до Тіґре ще одну зброю з роману, над яким він працював раніше. Відеогра Monster Hunter надихнула Каваґучі на розробку стрілецьких навичок Тіґре. Серед інших впливів на Тіґре були історичні лучники, такі як Насу но Йоїчі та Робін Гуд. Коли Каваґучі планував другу арку, він хотів щоб вона вийшла через три роки після першої, але його редактор запропонував щоб вона вийшла через шість місяців після першої. За словами Каваґучі, на нього вплинули «Record of Lodoss War», «Fortune Quest», а також іноземні та вітчизняні ранобе. Він також заснував п'ять основних королівств на основі європейських країн, таких як Франція для Брюна, росія для Жюктеду, Персія для Муозінеля, Німеччина для Захштейна та Велика Британія для Асварра.

## Медіа

### Ранобе
«Lord Marksman and Vanadis» розпочалася як серія ранобе, написаних Цукасою Каваґучі. Ілюстрації до перших восьми томів намалював Йоші☆о, а з дев'ятого тому — Хіната Катаґірі. Перший том ранобе був випущений видавництвом Media Factory під імпринтом MF Bunko J 25 квітня 2011р. У червні 2017 р. Каваґучі оголосив через свій акаунт у Twitter, що серія ранобе завершиться 18-м томом. Продавження серії ранобе, головною героїнею якої є Людміла Лур'є, було опубліковано у 12 томах під імпринтом Shueisha's Dash X Bunko з 21 вересня 2018 р. по 22 вересня 2022р.

#### Список томів ранобе
| №  | Дата виходу       | ISBN                   |
| -- | ----------------- | ---------------------- |
| 1  | 25 квітня 2011    | ISBN 978-4-8401-3857-4 |
| 2  | 25 серпня 2011    | ISBN 978-4-8401-3970-0 |
| 3  | 22 грудня 2011    | ISBN 978-4-8401-4339-4 |
| 4  | 25 квітня 2012    | ISBN 978-4-8401-4553-4 |
| 5  | 24 серпня 2012    | ISBN 978-4-8401-4685-2 |
| 6  | 25 січня 2013     | ISBN 978-4-8401-4962-4 |
| 7  | 25 липня 2013     | ISBN 978-4-8401-5187-0 |
| 8  | 24 січня 2014     | ISBN 978-4-04-066154-4 |
| 9  | 23 травня 2014    | ISBN 978-4-04-066749-2 |
| 10 | 24 жовтня 2014    | ISBN 978-4-04-067124-6 |
| 11 | 25 березня 2015   | ISBN 978-4-04-067477-3 |
| 12 | 24 липня 2015     | ISBN 978-4-04-067720-0 |
| 13 | 25 листопада 2015 | ISBN 978-4-04-067958-7 |
| 14 | 25 березня 2016   | ISBN 978-4-04-068180-1 |
| 15 | 25 серпня 2016    | ISBN 978-4-04-068601-1 |
| 16 | 25 січня 2017     | ISBN 978-4-04-069014-8 |
| 17 | 25 липня 2017     | ISBN 978-4-04-069348-4 |
| 18 | 25 листопада 2017 | ISBN 978-4-04-069455-9 |

### Манґа
Манґа-адаптація, проілюстрована Нобухіко Янаї, почала виходити в листопадовому номері журналу Monthly Comic Flapper, який вийшов 5 жовтня 2011р. Перший том танкобону вийшов 23 квітня 2012 р. Станом на 23 вересня 2016 р. було випущено десять томів. Крім того, 23 жовтня 2014 р. Media Factory опублікувала антологію йонкома. Манґа ліцензована в Північній Америці компанією Seven Seas Entertainment.

#### Список томів манґи
| №  | Дата виходу     | ISBN                   |
| -- | --------------- | ---------------------- |
| 1  | 23 квітня 2012  | ISBN 978-4-04-066569-6 |
| 2  | 23 січня 2013   | ISBN 978-4-04-066865-9 |
| 3  | 23 березня 2013 | ISBN 978-4-04-066570-2 |
| 4  | 23 жовтня 2013  | ISBN 978-4-04-066866-6 |
| 5  | 23 квітня 2014  | ISBN 978-4-04-066545-0 |
| 6  | 23 жовтня 2014  | ISBN 978-4-04-066880-2 |
| 7  | 23 березня 2015 | ISBN 978-4-04-067295-3 |
| 8  | 19 вересня 2015 | ISBN 978-4-04-067810-8 |
| 9  | 23 березня 2016 | ISBN 978-4-04-068225-9 |
| 10 | 23 вересня 2016 | ISBN 978-4-04-068536-6 |

### Аніме
На заході MF Bunko Summer School Festival 2013 року компанія Media Factory оголосила, що аніме-адаптація «Lord Marksman and Vanadis» отримала зелене світло на виробництво. На фестивалі MF Bunko Summer School Festival 2014 року були оголошені актори та команда; аніме було вироблено студією Satelight,а режисером Тацуо Сато. Серіал з 13 епізодів, який охоплює перші п'ять томів ранобе, транслювався на AT-X з 4 жовтня по 27 грудня 2014 року. Шість компіляцій DVD та Blu-ray дисків будуть випущені Media Factory з 24 грудня 2014 року по 27 травня 2015 року. Разом з аніме була випущена щотижнева міні-серія «Тіґре і Ванадіш» (яп. ティグルくんとヴァナディーちゅ, Tigre-kun to Vanadi-chu) та коротка оповідання від Юки Іґучі в ролі Лімаліші, з назвою «Lim's Report». «Tigre and Vanadish» — це 2D-анімація з персонажами в стилі чібі, які відтворюють короткі фрагменти з ранобе, що були вирізані з аніме. «Lim's Report» є коротким підсумком та аналізом тактики війни, яку використовують кожна зі сторін у кожному епізоді.
У Північній Америці серіал був ліцензований компанією Funimation для трансляції на їхньому відео-сайті перед випуском серіалу на DVD та Blu-ray, а в Австралії — компанією Madman Entertainment. Компанія Crunchyroll ліцензувала серіал для трансляції на Близькому Сході, у Північній Африці та Європі, за винятком Скандинавських країн, Великої Британії та Ірландії. У Великій Британії серіал був ліцензований компанією Anime Limited.

#### Список серій аніме
| № серії | Назва серії                                                                                       | Режисер(и)      | Сценарист(и) | Оригінальна дата показу |
| ------- | ------------------------------------------------------------------------------------------------- | --------------- | ------------ | ----------------------- |
| 1       | «Принцеса вітру на полі бою» Транслітерація: «Senjō no kazehime» (яп. 戦場の風姫)                 | Казухіде Кондо  | Тацуо Сато   | 4 жовтня 2014           |
| 2       | «Повернення додому» Транслітерація: «Kikan» (яп. 帰還)                                            | Шунсуке Ісікава | Тацуо Сато   | 11 жовтня 2014          |
| 3       | «Повернення стрільця-чарівника» Транслітерація: «Yomigaeru Madan» (яп. 甦る魔弾)                  | Такаші Ватанабе | Тацуо Сато   | 18 жовтня 2014          |
| 4       | «Снігова принцеса замерзлої хвилі» Транслітерація: «Mīcheria» (яп. 凍漣の雪姫)                    | Юкіо Нісімото   | Тацуо Сато   | 25 жовтня 2014          |
| 5       | «Штурм Татрських гір» Транслітерація: «Tatorasan Kōryakusen» (яп. タトラ山攻略戦)                 | Такаші Ватанабе | Тацуо Сато   | 1 листопада 2014        |
| 6       | «Чорний Лицар» Транслітерація: «Kurokishi» (яп. 黒騎士)                                           | Казухіде Кондо  | Тацуо Сато   | 8 листопада 2014        |
| 7       | «Захищати» Транслітерація: «Mamorutameni» (яп. 守るために)                                        | Кендзі Ясуда    | Тацуо Сато   | 15 листопада 2014       |
| 8       | «2,000 vs. 20,000» Транслітерація: «Ni-sen tai Ni-man» (яп. 二千対二万)                           | Шунсуке Ісікава | Тацуо Сато   | 22 листопада 2014       |
| 9       | «Грозовий вихор і світле полум'я» Транслітерація: «Kaminariuzu to kagayaku honō» (яп. 雷渦と煌炎) | Куміко Хабара   | Тацуо Сато   | 29 листопада 2014       |
| 10      | «Кампанія Ормеа» Транслітерація: «Orumea kaisen» (яп. オルメア会戦)                               | Казухіде Кондо  | Тацуо Сато   | 6 грудня 2014           |
| 11      | «Дві діви війни» Транслітерація: «Senhime futari» (яп. 戦姫二人)                                  | Тацуфумі Іто    | Тацуо Сато   | 13 грудня 2014          |
| 12      | «Святий грот (Saint-Groel)» Транслітерація: «Sanguroeru» (яп. 聖窟宮)                             | Такаші Ватанабе | Тацуо Сато   | 20 грудня 2014          |
| 13      | «Світ розширюється» Транслітерація: «Hirogaru sekai» (яп. 広がる世界)                             | Кацуя Асано     | Тацуо Сато   | 27 грудня 2014          |

## Сприйняття
За даними японського сайту LN News, станом на лютий 2017 року було продано 1,8 мільйона примірників. У травні 2015 року Oricon поставив «Lord Marksman and Vanadis» на 28 місце серед найбільш продаваних ранобе за перше півріччя 2015 року. Річард Айзенбейс з Kotaku включив початкову пісню «Ginsen no Kaze» до списку «Десяти найкращих початкових і завершальних пісень аніме» на сайті. Він зазначив, що пісня «ідеально підходить для серіалу про середньовічну війну, де благородні лицарі б'ються проти армій корумпованих».
Кан Тран, пишучи для Digital Journal, порівняв сюжетну лінію серіалу з франшизою відеоігор «Valkyria Chronicles», а також зазначив, що серіал «уособлює розширення прав і можливостей жінок, оскільки більшість жіночих персонажів є неймовірно грізними воїнами, які розмахують особливою міфічною зброєю». Щодо персонажів, Тран не тільки сподобалося розмаїття жіночих персонажів і лиходіїв, але й стосунки між Тіґре та Елен, при цьому заявляючи що Тіґре «виявляється справжнім героєм-невдахою».